# Crossidium aberrans
Crossidium aberrans är en bladmossart som beskrevs av Holzinger och Edwin Bunting Bartram 1924. Crossidium aberrans ingår i släktet Crossidium och familjen Pottiaceae. Inga underarter finns listade i Catalogue of Life.